# Бедната улица
„Бедната улица“ е български игрален филм (драма) от 1960 година на режисьора Христо Писков, по сценарий на Петър Донев.

## Актьорски състав
- Коста Цонев – Петър
- Валентин Русецки – Йошката
- Николина Генова – Катя
- Надежда Вакъвчиева – Баба Сава
- Лили Енева – Васка
- Димитър Пешев – Николай Матейч
- Наум Шопов – Жорж
- Стефан Петров – Бай Михал
- Димитър Бочев – Гриша
- Георги Кишкилов – Докторът
- Иван Братанов
- Григор Вачков
- Найчо Петров
- Никола Гълъбов
- Лили Янакиева
- Ралица Димова
- Моис Бениеш
- Евтим Вълков
- Павел Попов
- Юри Яковлев